# Giancarlo Antonelli (Bischof, 1611)

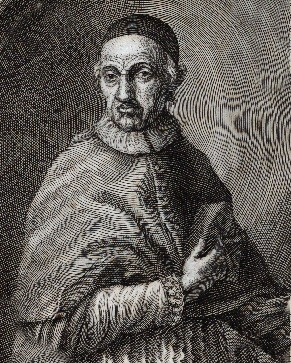
Bischof Giancarlo Antonelli

Giovanni Carlo Antonelli (* 1611 oder 1612 in Velletri; † 20. April 1694) war ein italienischer römisch-katholischer Geistlicher und Bischof von Ferentino.

## Leben
Giancarlo Antonelli stammte aus einer Patrizierfamilie Velletris. Ein gleichnamiger Verwandter Giancarlo Antonelli (1690–1769) war ab 1752 Weihbischof in Velletri.
Antonelli empfing am 29. Juli 1635 die Priesterweihe. Zum Bischof von Ferentino wurde er am 11. Januar 1677 ernannt. Die Bischofsweihe spendete ihm am 24. Januar desselben Jahres Kardinal Fabrizio Spada; Mitkonsekratoren waren Erzbischof Francesco Casati und Bischof Domenico Gianuzzi.